# Carrie Fisher
Carrie Frances Fisher (Beverly Hills, 21 d'octubre de 1956 - Los Angeles, 27 de desembre de 2016) va ser una actriu estatunidenca de cinema i televisió.

## Biografia
Filla del cantant Eddie Fisher i de l'actriu Debbie Reynolds, tenia un germà més petit, Todd Fisher, i els seus avis paterns van ser immigrants procedents de Rússia.
Va aparèixer en algunes produccions amb la seva mare abans de començar el seu primer treball de cinema, quan va interpretar la seductora jove de Warren Beatty a Xampú (1975), de Hal Ashby. Dos anys després va sorgir el paper pel qual seria àmpliament reconeguda, la princesa Leia Organa, en la inicialment coneguda com La guerra de les galàxies (1977), una interpretació que va repetir a les continuacions L'Imperi contraataca (1980) i El retorn del jedi (1983). Va reprendre el personatge en l'Episodi VII, que es va estrenar el 2015.
Després d'aquests èxits va lluitar contra la dependència de les drogues i l'alcohol i va viure un infeliç matrimoni amb el cantant Paul Simon. La seva carrera cinematogràfica es va ressentir considerablement, fet que es reflectiria en la poca qualitat de les pel·lícules que interpretava, com Under the Rainbow (1981) i Hollywood Vice Squad (1986), exceptuant a la guanyadora de tres premis Oscar de 1986 Hannah i les seves germanes. A partir de llavors va quedar relegada a actriu secundària, refrescant comèdies com ara Sibling Rivalry (1990) i Soapdish (1991).
És llavors quan va revelar un fins llavors ocult talent d'escriptora, publicant la novel·la semi autobiogràfica Postcards From The Edge. El 1990 el director Mike Nichols li va encarregar el guió per a l'adaptació al cinema del seu llibre, amb Shirley MacLaine en el paper de la seva mare en una època de la seva vida. Fisher va seguir escrivint i va publicar altres novel·les com Surrender the Pink i Delusions of Grandma.
Fisher va discutir públicament els problemes que va tenir amb les drogues, la seva batalla amb el trastorn bipolar i l'addicció als antidepressius en el programa 20/20 del canal de televisió de l'ABC. Al setembre de 2009 va publicar una biografia anomenada Wishful Drinking, d'èxit de vendes als Estats Units, on narra les seves experiències en clau d'humor, rient-se de la seva tendència a l'alcoholisme i els seus fracassos matrimonials.
En una entrevista de l'octubre de 2010, mentre es trobava a Sydney, Austràlia, Carrie va confessar la seva forta addicció a la cocaïna durant el rodatge de L'Imperi Contraataca (1980) i que va sobreviure a una sobredosi. «A poc a poc em vaig adonar que estava usant les drogues una mica més que altres persones i que n'estava perdent el control. (…) Li vaig donar tant a la cocaïna en Star Wars, que fins i tot John Belushi em va dir que tenia un problema.»

## Mort
El dia 23 de desembre de 2016 va patir un infart durant un vol a Los Angeles, del qual no es va poder recuperar, morint el dia 27 de desembre del mateix any. Va ser incinerada, i la seva urna de cendres ho van posar en 2 dies després de la mort de la seva mare en columbari del cementiri de Forest Lawn Memorial Park, a Los Angeles, allà van assistir molts amics famosos per acomiadar-se Carrie com George Lucas, Jamie Lee Curtis, Meryl Streep, Tom Hanks, Meg Ryan, Gwyneth Paltrow, Ellen Barkin, Richard Dreyfuss, Penny Marshall, Ed Begley Jr. i Holly Hunter.

## Filmografia
| Any  | Títol                                                                                    | Paper                  | Notes                          |
| ---- | ---------------------------------------------------------------------------------------- | ---------------------- | ------------------------------ |
| 1975 | Xampú (Shampoo)                                                                          | Lorna Karpf            |                                |
| 1977 | Star Wars Episode IV: A New Hope                                                         | Princesa Leia Organa   |                                |
| 1980 | Star Wars episodi V: L'Imperi contraataca (Star Wars Episode V: The Empire Strikes Back) | Princesa Leia Organa   |                                |
| 1980 | The Blues Brothers                                                                       | Mystery Woman          |                                |
| 1981 | Under the Rainbow                                                                        | Annie Clark            |                                |
| 1983 | Star Wars episodi VI: El retorn del Jedi (Star Wars Episode VI: Return of the Jedi)      | Princesa Leia Organa   |                                |
| 1984 | Greta Garbo al cor (Garbo Talks)                                                         | Lisa Rolfe             |                                |
| 1985 | L'home de la sabata vermella (The Man With One Red Shoe)                                 | Paula                  |                                |
| 1986 | Hannah i les seves germanes (Hannah and Her Sisters)                                     | April                  |                                |
| 1986 | Hollywood Vice Squad                                                                     | Betty Melton           |                                |
| 1987 | Amazon Women on the Moon                                                                 | Mary Brown             | segment "Reckless Youth"       |
| 1987 | The Time Guardian                                                                        | Petra                  |                                |
| 1988 | Cita amb la mort (Appointment with Death)                                                | Nadine Boynton         |                                |
| 1989 | The 'burbs                                                                               | Carol Peterson         |                                |
| 1989 | Loverboy                                                                                 | Monica Delancy         |                                |
| 1989 | She's Back                                                                               | Beatrice               |                                |
| 1989 | Quan en Harry va trobar la Sally (When Harry Met Sally…)                                 | Marie                  |                                |
| 1990 | Sweet Revenge                                                                            | Linda                  |                                |
| 1990 | Sibling Rivalry                                                                          | Iris Turner-Hunter     |                                |
| 1991 | Drop Dead Fred                                                                           | Janie                  |                                |
| 1991 | Escàndol al plató (Soapdish)                                                             | Betsy Faye Sharon      |                                |
| 1991 | Hook                                                                                     | Dona besant en el pont | No surt als crèdits            |
| 1992 | This Is My Life                                                                          | Claudia Curtis         |                                |
| 1997 | Austin Powers: International Man of Mystery                                              | Terapeuta              | No surt als crèdits            |
| 1999 | Return of the Ewok                                                                       | Ella mateixa           |                                |
| 2000 | Scream 3                                                                                 | Bianca                 | Cameo                          |
| 2001 | Heartbreakers                                                                            | Ms. Surpin             |                                |
| 2001 | Jay and Silent Bob Strike Back                                                           | Nun                    |                                |
| 2002 | A Midsummer Night's Rave                                                                 |                        |                                |
| 2003 | Els àngels de Charlie: Al límit (Charlie's Angels: Full Throttle)                        | Mare superiora         |                                |
| 2003 | Wonderland                                                                               | Sally Hansen           |                                |
| 2004 | Stateside                                                                                | Mrs. Dubois            |                                |
| 2005 | Undiscovered                                                                             | Carrie                 |                                |
| 2007 | Suffering Man's Charity                                                                  | Reporter               |                                |
| 2007 | Cougar Club                                                                              | Glady Goodbey          |                                |
| 2008 | The Women                                                                                | Bailey Smith           |                                |
| 2009 | Fanboys                                                                                  | Doctor                 | Cameo                          |
| 2009 | White Lightnin'                                                                          | Cilla                  |                                |
| 2009 | Sorority Row                                                                             | Mrs. Crenshaw          |                                |
| 2010 | Wishful Drinking                                                                         | Ella mateixa           | documental d'HBO               |
| 2014 | Maps to the Stars                                                                        | Ella mateixa           |                                |
| 2015 | Star Wars episodi VII: El despertar de la força                                          | Princesa Leia          |                                |
| 2016 | Bright Lights: Starring Carrie Fisher and Debbie Reynolds                                | Ella mateixa           | Documental                     |
| 2017 | Star Wars episodi VIII                                                                   | General Leia Organa    | Postproducció; estrena pòstuma |

| Any          | Títol                               | Paper                                           | Notes                                       |
| ------------ | ----------------------------------- | ----------------------------------------------- | ------------------------------------------- |
| 1977         | Come Back, Little Sheba             | Marie                                           | drama TV                                    |
| 1978         | Ringo                               | Marquine                                        | Telefilm                                    |
| 1978         | Leave Yesterday Behind              | Marnie Clarkson                                 | Telefilm                                    |
| 1978         | Star Wars Holiday Special           | Princesa Leia                                   | Telefilm                                    |
| 1982         | Laverne & Shirley                   | Cathy                                           | Sèrie TV, episodi: "The Playboy Show"       |
| 1984         | Faerie Tale Theatre                 | Thumbelina                                      | Sèrie TV, episodi: "Thumbelina"             |
| 1984         | Frankenstein                        | Elizabeth                                       | Telefilm                                    |
| 1985         | From Here to Maternity              | Veronica                                        | curt TV                                     |
| 1985         | George Burns Comedy Week            |                                                 | Sèrie TV, episodi: "The Couch"              |
| 1985         | Happily Ever After                  | Alice Conway                                    | Només veu, Telefilm                         |
| 1986         | Liberty                             | Emma Lazarus                                    | Telefilm                                    |
| 1986         | Sunday Drive                        | Franny Jessup                                   | Telefilm                                    |
| 1987         | Amazing Stories                     | Laurie McNamara                                 | Sèrie TV, episodi: "Gershwin's Trunk"       |
| 1989         | Two Daddies                         | Alice Conway                                    | Només veu, Telefilm                         |
| 1989         | Trying Times                        | Enid                                            | Sèrie TV, episodi: "Hunger Chic"            |
| 1995         | Present Tense, Past Perfect         |                                                 | curt TV                                     |
| 1995         | Frasier                             | Phyllis                                         | Sèrie TV, episodi "Phyllis", només veu      |
| 1997         | Gun                                 | Nancy                                           | Sèrie TV, episodi: "The Hole"               |
| 1998         | Dr. Katz, Professional Therapist    | Roz Katz                                        | Sèrie TV, episodi: "Thanksgiving"           |
| 2000         | Sex and the City                    | Ella mateixa                                    | Sèrie TV, episodi: "Sex and Another City"   |
| 2001         | These Old Broads                    | Hooker                                          | Telefilm                                    |
| 2002         | A Nero Wolfe Mystery                | Ellen Tenzer                                    | Sèrie TV, episodi: "The Mother Hunt"        |
| 2003         | Good Morning, Miami                 | Judy Silver                                     | Sèrie TV, episodi: "A Kiss Before Lying"    |
| 2004         | Jack & Bobby                        | Madison Skutcher                                | Sèrie TV, episodi: "The First Lady"         |
| 2005         | Smallville                          | Pauline Kahn                                    | Sèrie TV, episodi: "Thirst"                 |
| 2005         | Romancing the Bride                 | Edwina                                          | Telefilm                                    |
| 2005–present | Family Guy                          | Angela                                          | Sèrie TV, 26 episodis                       |
| 2007         | Odd Job Jack                        | Dr. Finch                                       | Sèrie TV, episodi: "The Beauty Beast"       |
| 2007         | Weeds                               | Fiscal de Celia                                 | Sèrie TV, episodi: "The Brick Dance"        |
| 2007         | Side Order of Life                  | Dr. Gilbert                                     | Sèrie TV, episodi:" Funeral for a Phone"    |
| 2007         | 30 Rock                             | Rosemary Howard                                 | Sèrie TV, episodi: "Rosemary's Baby"        |
| 2008         | Robot Chicken: Star Wars Episode II | Princesa Leia, Mon Mothma, mare del Dragó Krayt | Telefilm, només veu                         |
| 2008         | Bring Back... Star Wars             | Ella mateixa                                    |                                             |
| 2010         | Wright vs. Wrong                    | Joan Harrington                                 | Telefilm                                    |
| 2010         | Entourage                           | Anna Fowler                                     | Sèrie TV, episodi "Tequila and Coke"        |
| 2010         | Family Guy                          | Mon Mothma                                      | Sèrie TV, episodi: "It's a Trap", només veu |
| 2010         | A Quiet Word With ...               | Ella mateixa                                    |                                             |
| 2011         | The Talk                            | Ella mateixa                                    | Sèrie TV, November 15                       |
| 2012         | It's Christmas, Carol!              | Eve                                             | Hallmark Telefilm                           |
| 2012         | Comedy Central Roast                | Ella mateixa                                    | The Roast of Roseanne Barr                  |
| 2014         | The Big Bang Theory                 | Ella mateixa                                    |                                             |
| 2015         | Catastrophe                         | Mia                                             | Sèrie TV                                    |
| 2015         | The Keith Lemon Sketch Show         | Princesa Leia                                   | Sèrie TV                                    |

| Any  | Títol                               | Paper         | Notes |
| ---- | ----------------------------------- | ------------- | ----- |
| 1994 | Super Star Wars: Return of the Jedi | Princesa Leia |       |
| 2012 | Dishonored                          | Loudspeaker   |       |

## Premis i nominacions
Nominacions
- 1991 — BAFTA al millor guió adaptat per Postals des de Hollywood
- 2008 — Primetime Emmy a la millor actriu convidada en sèrie còmica per 30 Rock
- 2011 — Primetime Emmy al millor programa musical, de varietats o especial còmic per Wishful Drinking